# Violent Playground
Violent Playground war eine US-amerikanische Thrash-Metal-Band aus Fort Lauderdale, Florida, die im Jahr 1987 gegründet wurde und sich 1988 oder später wieder auflöste.

## Geschichte
Die Band wurde im Jahr 1987 von Bassist Gerrit, Schlagzeuger Bobby Sheehan, den Gitarristen Kenny "The Son" Civale und Rocko und Manny (Mundharmonika, Gesang) gegründet. Nachdem sie einige Lieder entwickelt hatten, nahmen sie ihr erstes und einziges Album Thrashin Blues auf. Der Tonträger wurde in den UCA Studios in New York City aufgenommen, von The-Rods- und Ex-Manowar-Schlagzeuger Carl Canedy produziert und von Ed Repka gestaltet. Das Album erschien bei Big Chief Records im Jahr 1988. Die Band löste sich danach wieder auf. Kenny Civale trat später der Band Mox Nix bei und veröffentlichte diverse Soloalben.

## Musikstil
JP von Metal Rules nennt Violent Playground die einzige ihm bekannte Band neben Eliminator, die versucht habe, Thrash Metal und echten Blues zu vermischen. Sergeant D von Metal Inquisition bezeichnete sie als Band, die keine Angst gehabt habe, Genregrenzen zu überschreiten.

## Diskografie
- Thrashin Blues (Album, 1988, Big Chief Records)